# Princess Sumaya University for Technology
La Princess Sumaya University for Technology (in arabo جامعة الأميرة سمية للتكنولوجيا‎?) è un'università di Amman.

## Storia
L'Università venne fondata nel 1991 come Princess Sumaya University College for Technology e all'inizio rilasciava soltanto la laurea in informatica. L'anno seguente fu inaugurata dal re Husayn.
Nel 2002 prese il nome attuale, su concessione del Consiglio per l'Istruzione Superiore (HEC) giordano. Nel 2007 il Ministero dell'Istruzione Superiore e della Ricerca Scientifica approvò il regolamento interno dell'ateneo e l'istituzione di una business school.
L'ateneo si è classificatò tra le 400 migliori università al mondo nel QS Subject 2023, e nello stesso anno ha aderito al Patto mondiale delle Nazioni Unite.

## Struttura

### Scuole
- King Hussein School of Computing Sciences;
- King Abdullah II School of Engineering;
- King Talal School of Business Technology;
- King Abdullah I School of Graduate Studies & Scientific Research.